# ویویانو گویدا
ویویانو گویدا (انگلیسی: Viviano Guida؛ زادهٔ ۲۸ فوریهٔ ۱۹۵۵) بازیکن فوتبال اهل ایتالیا است.
از باشگاه‌هایی که در آن بازی کرده‌است می‌توان به باشگاه فوتبال اینتر میلان، باشگاه فوتبال برشا، باشگاه فوتبال مونتسا، باشگاه فوتبال اسپال، و باشگاه فوتبال وارزه اشاره کرد.